# Coupe du Maroc de football 1979-1980
 (avril 2024).
Si vous disposez d'ouvrages ou d'articles de référence ou si vous connaissez des sites web de qualité traitant du thème abordé ici, merci de compléter l'article en donnant les références utiles à sa vérifiabilité et en les liant à la section « Notes et références ».
Navigation
Édition précédente Édition suivante
La saison 1979-1980 de la Coupe du Trône est la vingt-quatrième édition de la compétition. 
Le Maghreb de Fès remporte la coupe au détriment de l'Union de Sidi Kacem sur le score de 1-0 (but de Hamid Khourrag) au cours d'une finale jouée dans le stade Roches Noires à Casablanca. Le Maghreb de Fès remporte ainsi cette compétition pour la toute première fois de son histoire.

## Déroulement

### Huitièmes de finale
| Équipe 1                     | Équipe 2                              | Résultat |
| Union de Touarga             | Difaâ d'El Jadida                     | 2 - 3    |
| Ittihad Riadi Fkih Ben Salah | Union Sportive Ksima Meskina Inezgane | 1 - 0    |
| Union de Mohammédia          | RAPC Casablanca                       | 2 - 1    |
| Mouloudia de Marrakech       | Mouloudia Club d'Oujda                | 1 - 0    |
| Union de Sidi Kacem          | FAR de Rabat                          | 1 - 2    |
| Amal Belksiri                | Fath Union Sport de Rabat             | 0 - 2    |
| Raja Club Athletic           | AS Salé                               | 3 - 0    |
| Maghreb de Fès               | Wydad Athletic Club                   | 1 - 0    |

### Quarts de finale
| Équipe 1                  | Équipe 2                              | Résultat |
| Fath Union Sport de Rabat | Raja Club Athletic                    | 2 - 1    |
| Union de Sidi Kacem       | Union de Mohammédia                   | 1 - 0    |
| Maghreb de Fès            | Difaâ d'El Jadida                     | 3 - 1    |
| Mouloudia de Marrakech    | Union Sportive Ksima Meskina Inezgane | 3 - 1    |

### Demi-finales
| Équipe 1            | Équipe 2                  | Résultat |
| Maghreb de Fès      | Fath Union Sport de Rabat | 1 - 0    |
| Union de Sidi Kacem | Mouloudia de Marrakech    | 2 - 1    |

### Finale
La finale oppose les vainqueurs des demi-finales, le Maghreb de Fès face à l'Union de Sidi Kacem, le 18 juillet 1980 au Stade Roches Noires à Casablanca.
| Coupe du Trône : Finale 1980 | Maghreb de Fès | 1 - 0 | Union de Sidi Kacem | Stade Roches Noires, Casablanca |                             |
| 18 juillet 1980              |                |       |                     | Arbitrage : Mohamed Larache     | Arbitrage : Mohamed Larache |
| 18 juillet 1980              |                |       |                     | Arbitrage : Mohamed Larache     | Arbitrage : Mohamed Larache |